# Jean Girbeau
Jean Girbeau (* 15. Februar 1870 in Baixas; † 20. Juni 1963 in Nîmes) war ein französischer römisch-katholischer Geistlicher und Bischof.

## Leben
Jean-Justin Michel Girbeau wuchs im Bistum Perpignan-Elne auf. Er wurde dort 1894 zum Priester geweiht und war von 1924 bis zu seinem Tod im Alter von 93 Jahren Bischof von Nîmes. Ab dem 10. Oktober 1960 trug er den persönlichen Titel „Erzbischof“.
In der Zeit zwischen 1940 und 1944 verhielt er sich loyal zum Vichy-Regime und übte harsche Kritik an Kommunisten und Marxisten. Gleichzeitig setzte er sich mehrfach für verfolgte Juden ein.